# Ida Mango
Ida Mango (Melfi, 9 aprile 1872 – ...) è stata una scrittrice e traduttrice italiana.
Ida Aquilecchia, nata a Melfi il 9 aprile 1872 è più conosciuta come Ida Mango, avendo sposato il senatore Camillo Mango.
È autrice di una raccolta di appunti di viaggio intitolata Qua e là per l'Europa in cui descrive con particolari i luoghi visitati, gli usi e i costumi dei diversi paesi attraversati, le emozioni provate nell'incontrare persone con mentalità e stili di vita differenti dai propri; facendo uso di una narrazione precisa e scorrevole. Il volume si apre con la dedica "a mio marito, tenue attestato di grande affetto, le modeste pagine dedico".
Deve, però, la sua fama alla traduzione in lingua italiana delle due opere dello spagnolo Vicente Blasco Ibáñez Sangue e arena e I quattro cavalieri dell'apocalisse. Tale lavoro le vale il plauso del ministro dell'Educazione Nazionale Francesco Ruffini (la cui lettera autografa fa da prefazione a una successiva edizione del primo romanzo, pubblicato da Sonzogno nel 1918) e la gratitudine dello stesso Blasco Ibáñez che le invia un suo ritratto con la seguente dedica:

## Opere
- Qua e là in Europa, Napoli, Luigi Pierro, 1904.
- I quattro cavalieri dell'apocalisse, romanzo dell'attuale Guerra, Vicente Blasco Ibáñez, traduzione dallo spagnuolo da Ida Mango, Milano, Sonzogno, 1918.
- Sangue e arena, Vicente Blasco Ibáñez, traduzione dallo spagnuolo da Ida Mango, Sesto S. Giovanni, Madella, 1914.